# مؤشر تقسيم السوق
مؤشر تجزئة السوق أو - مؤشر سيلي لتجزئة السوق الذي تمت تسميته على اسم عالم الاقتصاد الإيطالي جيانلوكا سيلي - هو مقياس تجزئة السوق. فهو مقياس مقارَن لقياس مقدار القوة الاحتكارية لسوقين مختلفين يبيع كل منهما منتجات لها نفس التكلفة الحدية.

## التعريف
يعرف مقدار تجزئة السوق بأنه مقدار القوة الاحتكارية للشركة المنتجة أو الدولة المصدرة. فكلما ازدادت قيمة الوحدة المتوسطة (AUV) عند بيع نفس المنتج في السوق الأولي عن قيمته عند بيعه في سوق التداول، ازداد مقدار القوة الاحتكارية في هذا السوق ومن ثم يرتفع مقدار تجزئة السوق، وهذا ما توضحه المعادلة التالية:
Pp/Ps = C, p ≠ s (1)
يشير الاختصاران Pp وPs على التوالي إلى الأسعار التي وضعتها الشركة المنتجة للمنتجات في السوق الأولي (Mp) (السوق الأولي أو سوق الإصدار) والسوق الثانوي (Ms) (سوق التداول)، ويشير الاختصار C إلى مؤشر تجزئة السوق (MSI) الذي يقيس مقدار تجزئة الشركة المنتجة في السوقين. وتم استنتاج مؤشر تجزئة السوق استقرائيًا من دليل ليرنر للقوة السوقية الذي معادلته في حالة تعدد أجزاء السوق هي L=(P-MC)/P.

### الفرضية رقم 1
إذا كانت C> 1، يكون مقدار القوة الاحتكارية للدولة المحتكرة في تجزئة السوق الأولي أعلى منه في تجزئة السوق الثانوي، ومن ثم يكون لتلك الدولة حافزًا أقوى للتخصص في السوق الأولي.

### الفرضية رقم 2
إذا كانت C <1، إذًا يكون مقدار القوة الاحتكارية للدولة المحتكرة في تجزئة السوق الأولي أقل منه في تجزئة السوق الثانوي، ومن ثم يكون لتلك الدولة حافزًا أقوى للتخصص في السوق الثانوي.

### الفرضية رقم 3
إذا كانت C ≈ 1، فإن الدولة المحتكرة لا تجد اختلافًا في مقدار القوة الاحتكارية في تجزئة السوقين الأولي والثانوي؛ لذا لا تملك هذه الدولة حوافز احتكارية للتخصص في أي من السوقين.

## من مؤشر ليرنر إلى مؤشر تجزئة السوق (MSI)
الفرضية الأولى: التكلفة الحدية للشركة المحتكرة هي نفسها التكلفة الحدية لجميع أجزاء السوق.
عند تطبيق مؤشر ليرنر (L=(P-MC)/P) على جزئين مختلفين من السوق، نستنتج أن مقدار القوة الاحتكارية في السوق الثانوي ينتج من المعادلة Ls=(Ps-MC)/Ps وفي السوق الأولي ينتج من المعادلة Lp=(Pp-MC)/Pp. يشير الاختصار (Ps) إلى السعر المحدد للسوق الثانوي ويشير الاختصار (Pp) إلى السعر المحدد للسوق الأولي.
تؤكد هذه النتيجة على مصداقية مؤشر تجزئة السوق، الذي يعتبر مقياسًا تفضيليًا يقارن بين مقدار القوة الاحتكارية لمنتجاتٍ لديها نفس التكلفة الحدية في سوقين مختلفين. وتوضح النتيجة أنه عندما يكون السعر في السوق الأولي أعلى بكثير من السعر في السوق الثانوي يكون مؤشر لينر أعلى في السوق الأولي، وبناءً عليه يرتفع مؤشر تجزئة السوق في السوق الأولي.

## كتابات أخرى

### الأوراق البحثية
- Anderson E.T. and James D.(2006) Integrating Models of Price Discrimination. Kellog School of Management. Northwestern University.
- Nault, Barrie R. and Wei, Xueqi (David), "Product Differentiation and Market Segmentation of Information Goods" (December 2, 2005). Available at SSRN:
- Spiegel Y. (1997) Second Degree Price Discrimination. Bergals School of Economics. Tel Aviv University.

### كتب
- Principles of Marketing, by Philip Kotler and Gary Armstrong, 13th ed., Prentice Hall, c2010. ISBN 978-0-13-607941-5
- The Mind of the Strategist : The Art of Japanese Business, by Kenichi Ohmae, McGraw-Hill, c1982. ISBN 0-07-047595-4